# Церковь Рождества Богородицы на Нижнем Долу
Церковь Рождества Богородицы на Нижнем Долу (Церковь Рождества Пречистой Богородицы) — православный храм в историческом районе Нижний посад города Вологды. По церкви получила название улица Пречистенская набережная, где храм находится. 
Относится к Центральному благочинию Вологодской и Кирилловской епархии Вологодской митрополии. Дол на местном диалекте обозначает низкое, затапливаемое во время половодья место. Церковь располагается в низине, у самой воды реки Вологды.

## История
В 1627—1628 годах в писцовых книгах Вологды упоминается деревянная церковь преподобного Григория чудотворца, что на Пельшме с колокольней. Построенная на месте, где раньше была церковь Рождества Пречистой Богородицы. Здесь идёт упоминание о уничтоженной церкви одного и того же прихода, вероятно, во время разорения в 1612 году Вологды польско-литовскими интервентами в Смутное время.
В XVII веке благосостояние церкви оценивалось как хорошее, об этом можно судить по выплатам церковной дани в окладной книге 1691 года. Т. к. в начале века возле располагались также двора неместных торговцев. Вологда в это время являлась одним из главных центров торговли Московского царства, в т. ч. заморский торговый северный путь через Архангельск.
По переписной книге Вологды 1711—1712 годов возле церкви числятся несколько кожевенных заводов.
Кирпичная церковь была построена в 1779 году на месте сгоревшей деревянной в 1773 году.
В неотапливаемом здании располагался престол Рождества Пресвятой Богородицы. В отапливаемой части храма располагались 2 придела: в честь вологодского чудотворца Григория Пельшемского и в честь Николая Угодника.  
В XIX веке значение Вологды, как торгового центра резко снижается — вся основная торговля теперь идёт через Санкт-Петербург. Это также сказывается на поступления в церкви. В 1864 году к церкви приписывают военных чинов резервного пехотного батальона, расквартированного в Вологде.
В большевистское время церковь была закрыта в 1930 году. С неё были сняты главы с крестами и была отдана различным организациям для хозяйственных нужд.
В 1991 году церковь как памятник культуры и истории была поставлена государственную охрану Решением Исполкома Вологодского областного Совета народных депутатов.
В 2014 году началось восстановление храма. 
На 2022 год церковь активно восстанавливается, ведутся службы.

## Архитектура
В строении церкви явно присутствуют элементы барокко, однако часть элементов выполнена в классическом стиле. Основные составные элементы здания оформлены из кубов (четверик) и сфер.
Весь ансамбль церкви выполнен достаточно приземисто (невысоко), даже тяжеловесно по сравнению с другими храмами XVIII века в Вологде. Возможно, данный проект был выбран из-за близости к реке и грунтовым водам.
Основное здание храма представляет собой куб с шатровой крышей на которой располагался световой восьмерик на которой главка с крестом. Рядом примыкает полукруглая апсида (возможно, пристроена позже), в которой располагается алтарное убранство. Тёплая трапезная с двумя главками над приделами соединяет основное здание с колокольней. Колокольня двухъярусная с вогнутой крышей на которой располагалась главка с крестом. 

## Настоятели
- 1627 год — поп Карп Фомин[1]
- 2022 год — протоиерей А. Лебедев